# Casimiro Torres
Casimiro Torres Valdés (1 de gener de 1906 - ?) fou un futbolista xilè.

## Selecció de Xile
Va formar part de l'equip xilè a la Copa del Món de 1930.